# Rauvolfia serpentina

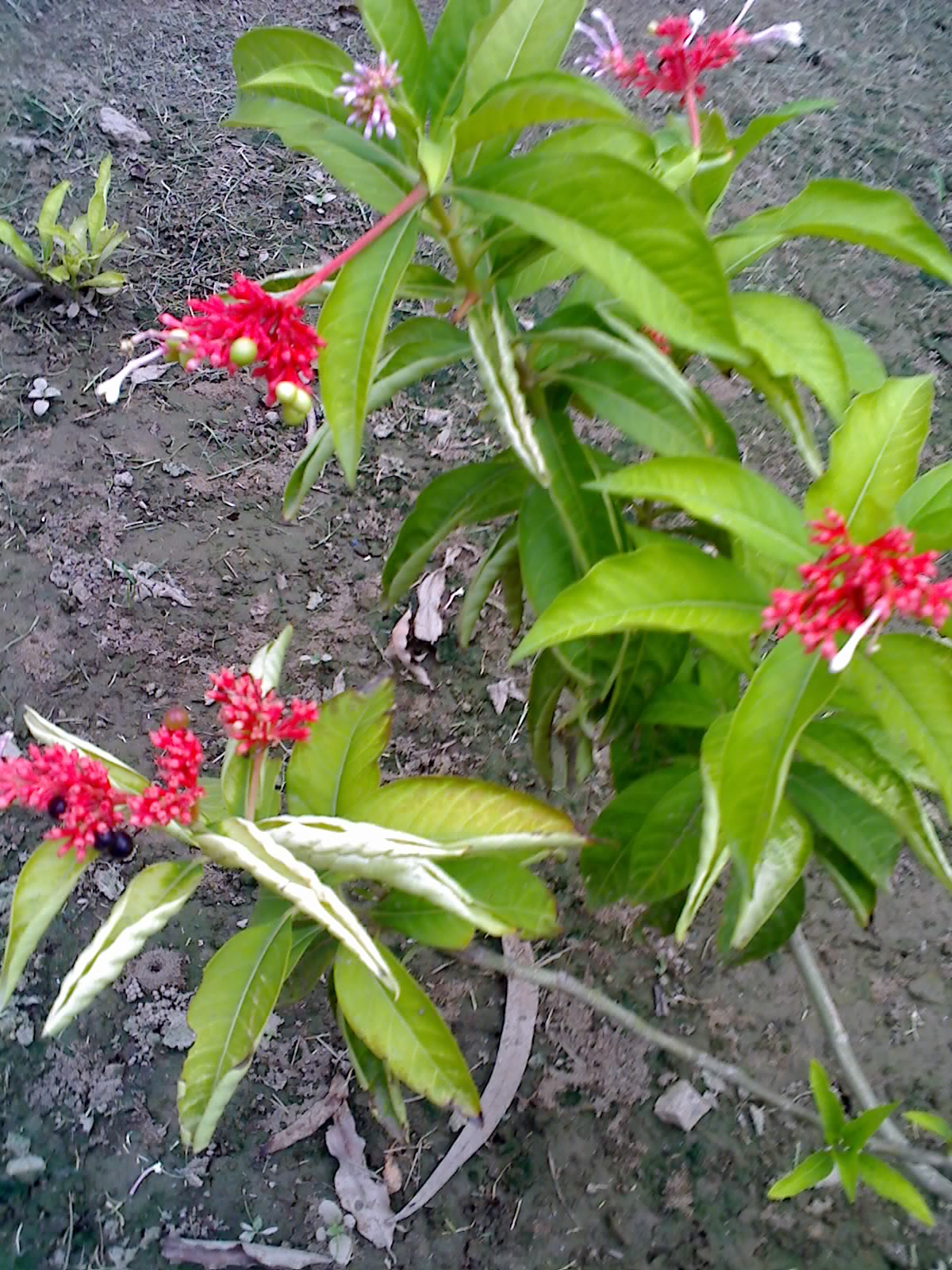
Un espécimen de la planta en Talkatora Gardens, Delhi.

El leño colubrino (Rauvolfia serpentina) es una especie de planta fanerógama perteneciente a la familia Apocynaceae. Es una de las 50 hierbas fundamentales usadas en la medicina tradicional china donde se la conoce con el nombre chino de  shégēn mù (蛇根木) o yìndù shémù (印度蛇木).
El extracto de esta planta ha sido utilizado durante milenios también en  India — se conoce que  Mahatma Gandhi lo tomó como tranquilizante durante su vida.

## Características de la droga
- La raíz se vende como fragmentos cilíndricos de 5-5 x 0,-2 cm, generalmente tortuosos.
- Su superficie externa es gris, con finas arrugas longitudinales y algunas cicatrices de raicillas.
- Presenta súber amarillento.
- Olor débil y sabor amargo.
- La droga pulverizada contiene muchos gránulos de almidón.

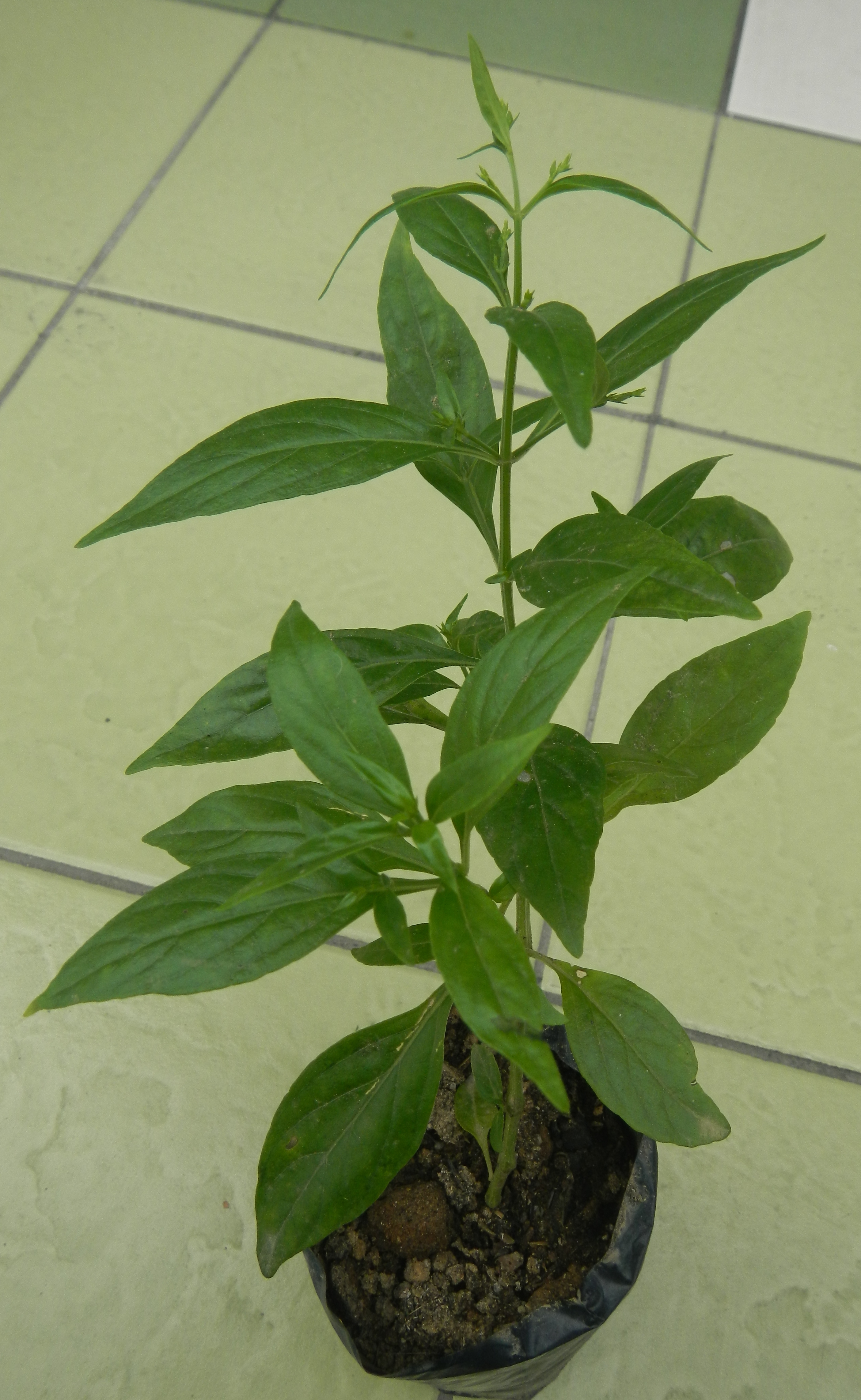
Vista de la planta

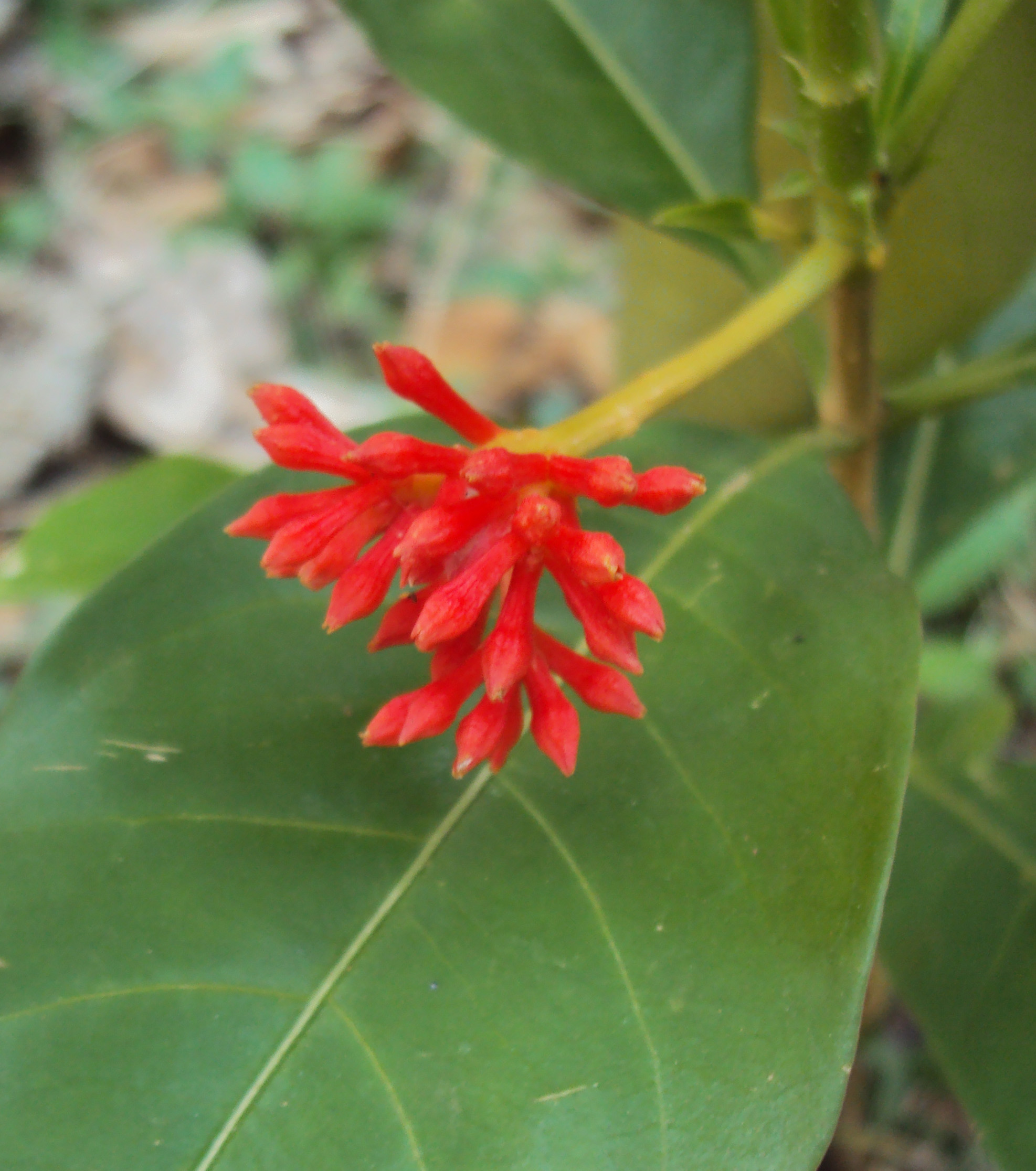
Inflorescencia

## Composición Química
Presenta alcaloides indol-monoterpénicos (0,5-2,5%), clasificables en 4 grupos:
- Grupo del yohimbano: yohimbina, reserpina y rescinamina.
- Grupo del heteroyohimbano: ajmalicina, serpentina.
- Grupo de la ajmalina: ajmalina
- Grupo de la raupina o sarpagina: sarpagina.

## Actividad farmacológica
Producen depleción de depósitos de catecolaminas a nivel central y periférico. Por tanto, presentan actividad neuroléptica e hipotensora.
- Reserpina: preparados para hipertensión leve o moderada, asociada a diuréticos.
- Ajmalicina: vasodilatador cerebral en trastornos seniles.

Según la monografía de la Organización Mundial de la Salud (WHO), la raíz de Rawolfia se caracteriza por presentar un comienzo de acción lento y posteriormente un efecto sostenido. Tanto los efectos a nivel cardiovascular, como a nivel de sistema nervioso central puede persistir tras la retirada del fármaco. La dosis debe ajustarse al paciente a fin de evitar efectos secundarios (Depresión, ansiedad, pesadillas, nerviosismo, dolor de cabeza, atrofia óptica, glaucoma, uveítis, sordera, mareos, somnolencia, bradicardia, arritmias, síntomas anginosos, retención de líquidos, edema, diarrea, vómitos, náuseas, anorexia y sequedad de boca, disnea, epistaxis, congestión nasal, púrpura, prurito, erupción, dolores musculares, disuria, aumento de peso, congestión mamaria, pseudolactation, impotencia o disminución de la libido, ginecomastia ). Por ello se empieza con una dosis más baja que debe irse incrementando poco a poco a lo largo de los 10 primeros días, ajustándola a los requerimientos del paciente y teniendo en cuenta que las personas ancianas o debilitadas pueden requerir dosis más bajas. Debe tenerse en cuenta también, que Rauwolfia puede causar depresión mental, que no debe ser confundida con quejas somáticas (depresión enmascarada). Por ello, la administración debe interrumpirse si se detectan signos de desánimo, insomnio temprano por la mañana, pérdida de apetito, impotencia o autodesprecio. Si no se trata, la depresión inducida por Rauvolfia puede persistir durante varios meses después de la retirada del fármaco y puede ser lo suficientemente grave como para provocar el suicidio.
En España, la ORDEN SCO/190/2004, de 28 de enero, por la que se establece la lista de plantas cuya venta al público queda prohibida o restringida por razón de su toxicidad incluye a esta planta, quedando prohibida su venta al público, así como la de sus preparados, restringiendo su uso a la elaboración de especialidades farmacéuticas, fórmulas magistrales, preparados oficinales y cepas homeopáticas cuyo uso queda sujeto a la prescripción y al control médico.

## Taxonomía
Rauwolfia serpentina fue descrita por (L.) Benth. ex Kurz y publicado en Forest Flora of British Burma 2: 171. 1877.
Etimología
Rauvolfia: nombre genérico que fue otorgado en honor del botánico alemán Leonhard Rauwolf.
serpentina: epíteto latíno que significa "serpiente".
Sinonimia
- Ophioxylon album Gaertn.
- Ophioxylon obversum Miq.
- Ophioxylon salutiferum Salisb.
- Ophioxylon serpentinum L.
- Ophioxylon trifoliatum Gaertn.
- Rauvolfia obversa (Miq.) Baill.
- Rauvolfia serpentina var. obversa (Miq.) Bakh.f.
- Rauvolfia trifoliata (Gaertn.) Baill.[6]